# Lisa (álbum)
Lisa es el nombre homónimo del primer álbum en solitario de la cantante irlandesa Lisa Kelly, fue publicado en 2003 y de nuevo en 2006.

## Historia
Los inicios de Lisa en la música derivan desde su juventud e infancia, cuando se involucró en lo que es el teatro y los musicales en donde ella resultó muy exitosa en ambas áreas. Ha desempeñado varios papeles principales en destacadas producciones teatrales como "Sandy" en la versión musical de Grease. Ella
también ha cantado en una serie de conciertos en la Sala Nacional de Conciertos De Dublín, entre ellos "The Music of
Cole Porter", "The Magic of Gershwin" y "From Romberg to Rodgers", y ha ganado numerosos premios a nivel nacional por el canto y el teatro.
Tiempo después en 2000 realizó un casting para la producción musical Riverdance — The Show donde resultó vocalista, posición que ocupó durante cinco años en las giras. Al mismo tiempo que Lisa participaba de las giras de Riverdance, conoció al productor Scott Porter, quién más tarde se convertiría en su marido, como también a la cantante Lynn Hilary, quien posteriormente se integraría en 2007 al conjunto Celtic Woman como reemplazo de Méav Ní Mhaolchatha.
Las grandes aptitudes musicales de Lisa atrajeron la atención del productor y director musical David Downes, quien consultó a Lisa sobre la idea de grabar un disco con temas de acuerdo a su estilo musical. Lisa aceptó encantada la proposición y el resultado fue Lisa.

## Ediciones
La primera edición se llevó a cabo en 2003 en donde se incluyeron una serie de connotados temas entre ellos May It Be de Enya, Now We Are Free de la película Gladiator, entre otros. También contenía interpretaciones de canciones tradicionales de Irlanda como Carrickfergus y Siúil A Rún, además incluye composiciones originales por David Downes, estas son The Soft Goodbye y Send Me A Song.
En 2005, debido al éxito obtenido con Celtic Woman se volvió a publicar el disco con el título Celtic Woman presents: Lisa. Esta nueva publicación del disco se produjo como una muestra en solitario de la música de
Kelly, posterior a su exitosa interpretación en el álbum homónimo de la agrupación irlandesa Celtic Woman. El nuevo lanzamiento no conllevó mayor modificación en el contenido del álbum, sólo el diseño de la carátula fue modificado remplazando la fotografía original por una en primer plano, mostrando a Lisa con su cabello rozando su rostro.

## Lista de temas
| Lisa  |                                          |                                     |          |  |
| N.º   | Título                                   | Autor                               | Duración |  |
| 1.    | «Siúil A Rún»                            | Traditional                         | 3:18     |  |
| 2.    | «Carrickfergus»                          | Traditional                         | 4:28     |  |
| 3.    | «Lift The Wings —From Riverdance»        | Bill Whelan                         | 4:48     |  |
| 4.    | «The Soft Goodbye»                       | David Downes/Catríona Ní Dubhghaill | 4:31     |  |
| 5.    | «Dubhdarra»                              | Shaun Davey                         | 3:33     |  |
| 6.    | «Home And The Heartland—From Riverdance» | Bill Whelan                         | 3:23     |  |
| 7.    | «May It Be—From Lord Of The Rings»       | Enya/Roma Ryan                      | 3:35     |  |
| 8.    | «Homecoming»                             | David Downes/Catríona Ní Dubhghaill | 3:36     |  |
| 9.    | «The Deer's Cry—From The Pilgrim»        | Shaun Davey                         | 3:42     |  |
| 10.   | «Send Me A Song»                         | David Downes/Catríona Ní Dubhghaill | 4:48     |  |
| 11.   | «Now We Are Free—From Gladiator»         | Hans Zimmer/Lisa Gerrard            | 3:32     |  |
| 43:18 |                                          |                                     |          |  |

## Lisaen Celtic Woman
Varios de los temas expuestos en esta producción fueron nuevamente utilizados en el posterior concierto y álbum Celtic Woman, los temas seleccionados para su interpretación fueron:
- Siúil A Rún: Es la pista 8 en el álbum Celtic Woman de 2005. La pieza es interpretada por Órla Fallon con el mismo acompañamiento instrumental.
- The Soft Goodbye: Es la pista 15 en el álbum Celtic Woman, la pieza es interpretada por Chloë Agnew, Lisa Kelly y Méav Ní Mhaolchatha.
- May It Be: Es la pista 2 en el disco Celtic Woman, la pieza es interpretada íntegramente por Lisa.
- Send Me A Song: Es la pista 7 en el álbum Celtic Woman, fue compuesta por David Downes para la interpretación de Kelly en su álbum en solitario al igual que en el disco de Celtic Woman.

Lisa forma parte de los Solo Works — o trabajos en solitarios— de las integrantes fundadoras de Celtic Woman.